# Reggenza di Semarang
La reggenza di Semarang (in indonesiano: Kabupaten Semarang) è una reggenza dell'Indonesia, situata nella provincia di Giava Centrale.